# 清原致信
清原 致信（きよはら の むねのぶ）は、平安時代中期の官人。肥後守・清原元輔の子。妹に清少納言がいる。官職は大宰少監。

## 経歴
正暦元年（990年）筑前守兼大宰少弐として赴任した藤原宣孝の部下として大宰少監を務める。この時、宣孝から御嶽詣での功徳による任官であるという自慢話を聞かされ、帰洛後、清少納言に話した結果、『枕草子』「あはれなるもの」の宣孝の挿話が書かれたとする迫徹朗説がある。
また、藤原保昌の郎党としても行動していたが、寛仁元年（1017年）3月8日の夕刻に平安京の六角福小路の邸宅を源頼親の指示する7-8騎の騎兵および10余名の歩兵に襲われ殺害された。これは大和守を務めていた主君保昌が同国内の利権を巡り源頼親（保昌の甥）と競合した際、大和の在地領主で頼親の郎党であった右馬允・当麻為頼を殺害したことに致信が関与したことに対する報復であったと考えられている。なお、源頼親はこの殺害の罪を問われて、右馬頭兼淡路守の官職を解かれた。
なお、致信を襲撃したのは頼親の実兄である頼光の配下である頼光四天王の仕業とされ、この事件の背景に頼光と保昌の緊張・対立関係を反映しているとする見方もある。また、この際に清少納言が同宿していたことから、致信と清少納言を同母兄妹とする見方がある。